# AI (Marco Ongaro)
AI è il primo album di inediti di Marco Ongaro, pubblicato nel 1987.

## Descrizione
Album d'esordio a proposito del quale Alessio Lega su Bielle ha scritto: "Pur attivo a livello locale dalla seconda metà degli anni '70, Ongaro esplode con il primo 33 giri "AI" nel 1987 guadagnandosi immediatamente la Targa Tenco  per l'opera prima: opera prima già matura, dopo una gavetta di tante serate, di centinaia di canzoni già in repertorio, e di uno strano exploit, qualche anno prima, nella musica discotecara ("O'gar") che non gli vale - magari - onori, ma qualche denaro sì, fenomeno che si rovescerà puntualmente con i capolavori a venire. I temi ci sono, o meglio, sono già abilmente confusi nella profonda capacità manipolatrice dell'autore, che del "quasi", dell'impreciso, dell'inaspettato fa il suo campo favorito di ricerca: attenzione dell'inaspettato, non dell'astruso! Apparentemente Ongaro è un artigiano impareggiabile della semplicità, il suo tocco è di una levità assoluta, la sua musica è davvero leggera (leggera come un uccello, non leggera come una piuma)...ma basta entrare nel suo ingranaggio ed ecco che tale semplicità ha i confini precisi e oscuri del rompicapo; la sua poesia omette il centro del bersaglio e i cerchi concentrici delle sue canzoni conducono a una profondità in fin dei conti insondabile dove si può solo naufragare dolcemente." 
Il giornalista Enrico de Angelis nel suo libro Musica sulla carta-Quarant'anni di giornalismo intorno alla canzone scrive: "(...) ci sono marcette, strofette da café-chantant, recitativi (...), scioglilingua petroliniani, e poi ancora motivetti da avanspettacolo, da operetta, e infine da grande musical, grazie soprattutto a certe felici frasi melodiche (Cuori solitari, Cuore di vipera), improvvisamente isolabili e riconoscibili. Tante memorie musicali contrastano però con la moderna spregiudicatezza dei testi, ed è qui oggi l'originalità di Marco Ongaro. Testi a volte giocati sul gusto della parola pura, della rima evocativa, delle connessioni fonetiche e lessicali; testi a volte legittimamente barocchi, pomposi e melodrammatici perché corretti ovviamente del sorriso e dall'ironia; ma anche testi che spesso fanno centro su materie inquietanti, se decodificati oltre il primo livello di lettura."

## Tracce
Testi e musiche di Marco Ongaro.
1. Cuore di vipera – 3:44
2. Grand Hotel – 4:20
3. Taca banda – 3:23
4. Cuori solitari – 3:54
5. Storica avversione – 3:32
6. Il nostro caro Frankie – 2:39
7. Fuso orario – 2:05
8. Spiriti spiritosi – 2:46
9. Io sono il tuo cuore – 4:12

## Formazione
- Marco Ongaro - voce
- Pietro Paolo Cusato - esecuzione polistrumentale
- Toni Gungari - batteria in Cuore di vipera
- Arrangiamenti - Pietro Paolo Cusato